# Clarkedale
Clarkedale – miasto w Stanach Zjednoczonych, w stanie Arkansas, w hrabstwie Carroll.